# Bershka
A Bershka (pronuncia-se AFI: [ˈberʃka]) é uma empresa multinacional de lojas de roupas que pertence ao grupo Inditex, dona também das marcas Zara, Zara Home, Zara Kids, Lefties, Massimo Dutti, Oysho, Pull and Bear, Stradivarius e Uterqüe. Foi criada em Abril de 1998 com o objetivo de cativar o mercado jovem e juvenil de homens e mulheres.
Atualmente, possui cerca de 1.010 lojas em 68 países e um site de comércio eletrônico. Em 30 março de 2017, anunciou o lançamento de uma linha de cosméticos sob a marca Beauty com mais de 100 produtos.
Em 2017, segundo o ranking BrandZ, a Bershka foi avaliada em 1,851 milhões de dólares, considerada a 12ª marca mais valiosa da Espanha.